# Чавдар (компанія)

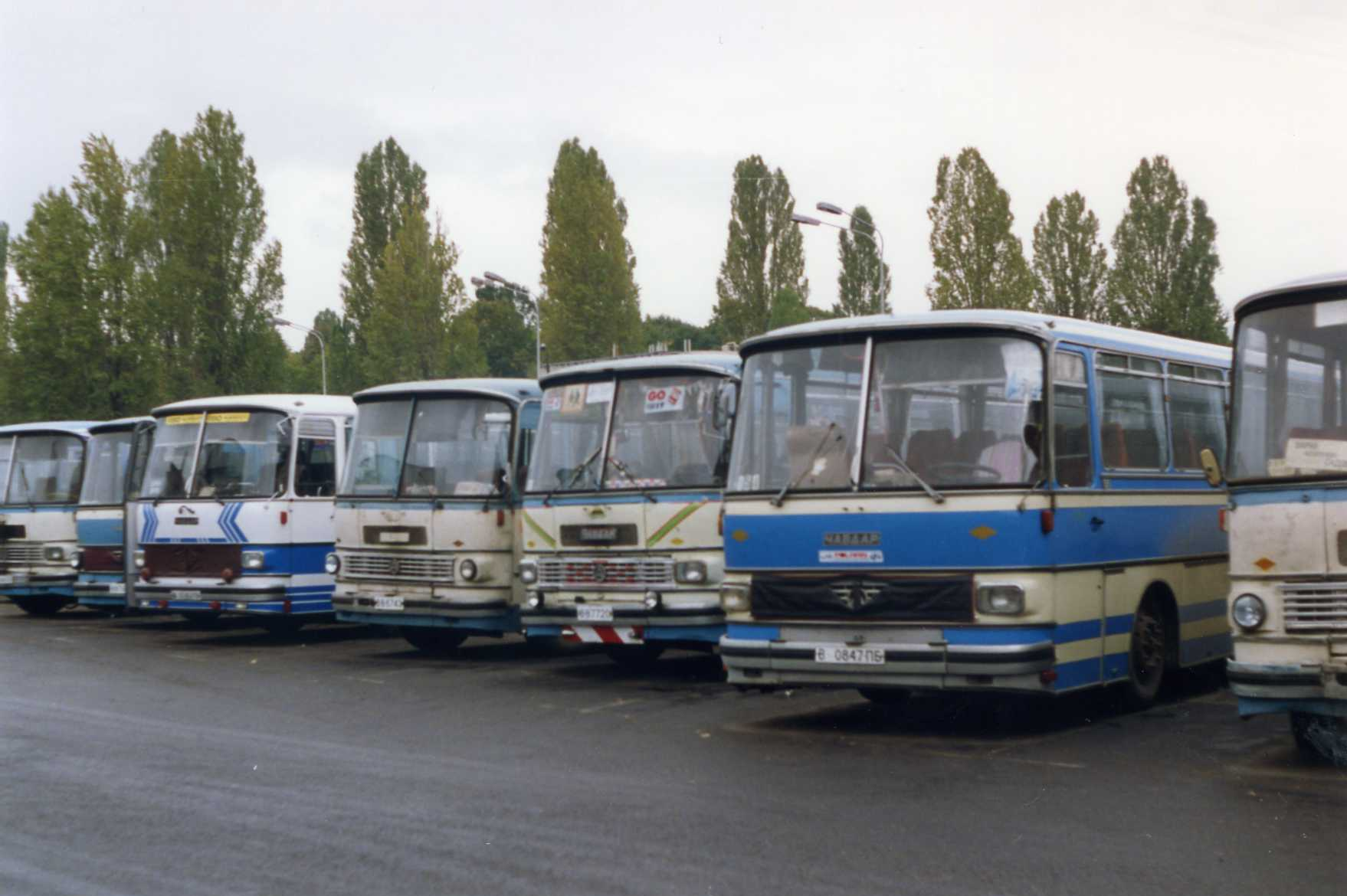
Автобуси «Чавдар» — моделі 11М3 та 11М4. 1993 рік.

«Чавдар» — відомий болгарський виробник автобусів та тролейбусів, що бере початок своєї історії на початку ХХ століття.

## Історія розвитку автобусного виробництва
1924 року в Ботевграді майстер Рачо Вилков Джамбов організував власну ремонтну майстерню для бричок. Через три роки він зустрічається з Іваном Вилковим, що на той час займався пасажирськими перевезеннями, де як транспорт використовував старі воєнні автомобілі швидкої допомоги. Іван допомагає Джамбову, надавши йому шасі від автомобілів, які використані були для створення першого кузова. Вже через рік, налагоджує випуск кузовів місткістю до 12 осіб.
1930 року майстер отримує ліцензію від Софіївської торгової палати на випуск кузовних автомобілів, а вже через чотири він випустив свій перший автобус зроблений на шасі Mercedes-Benz.
1935 року на запрошення Йосипа Савицького він прибуває з Ботевграду до Софії, де підписує довгостроковий контракт на постачання автобусних шасі, які будуть надходити Джамбову для забезпечення його виробництво.
1937 року в складі невеликої делегації Рачо відвідують автобусний завод «Kaesbohrer» в німецькому місті Ульме та нюрнберзьке виробництво того з напрямку «MAN» на чолі з представником цієї компанії в Болгарії Крума Ачкова. Результатом цього візиту стала можливість закуповувати німецькі запчастини для болгарського автобусного автопрому. Також того, а також наступного, 1938 року до Болгарії надійшло три шасі марки «Fargo» на базі яких було зроблено три автомобілі на замовлення Департаменту авіації.
Налагоджена робота, стабільний прибуток та постійна зайнятість дала можливість наприкінці 1930-х років виготовляти у майстерні по два кузови на місяць та працевлаштувати 15 людей. На жаль, з початком Другої світової війни роботу майстерні довелося пригальмувати, а після закінчення, у 1947 році її націоналізували під назвою «Георгій Дімітров». Колишній майстер Рачо обійняв посаду технічного менеджера, а його племінник Рачо Христо Джамбов — директорське крісло.
Перше післявоєнне виробництво ознаменувалося випуском 1 травня 1948 року автобуса на базі Skoda RTO, а до кінця року було випущено ще декілька. Один із зразків також був представлений на виставці в Пловдиві, що дало вперше ознайомитися з автопродукцією Ботивграду.
На початку 50-х років майстерня розширюється і поступово перетворюється на завод, що дає змогу випускати до п'яти автобусів одночасно та залучити до своєї роботі такі механізми, як металевий кронштейн.
1956 року за ініціативи колективу виробництво отримало нову назву. Було вирішено увіковічити партизанського командира XVIII століття, що воював проти турків — так завод отримав нове ім'я «Чавдар».
Вже через три роки, в Ботивграді побачив світ перший туристичний автобус під емблемою цього заводу — «Чавдар-Туту». Він мав зручні кріслоподібні сидіння з можливістю регулювати нахил та панорамні бокові вікна.
1962 року для міських та приміських перевезень створено моделі М-65 та М-66 відповідно. Особливістю цього транспорту було автоматичне пневматичне відкривання дверей та початок використання шасі ГАЗ-51 для автобусів типу «Піонер».
Наприкінці 1966 року в болгарській столиці в Науково-дослідницькому та проектному інституті, що займався проектуванням двигунів та автомобілів, на базі Skoda було створено ще дві нові моделі автобусів, такі як М-80 та М-81.
1968 року об'єми, продукції, що випускається, складають до 500 одиниць на рік і керівництво вирішує модернізувати та розширити своє виробництво. З цією метою болгарська компанія укладає контракт із західнонімецькими партнерами про постачання необхідних запчастин, а також отримує ліцензію від «Kaesbohrer» на створення зовсім іншої моделі автобуса.
1970 року випущено новий автобус, що хоча ц дещо нагадував деякі моделі ліцензіата, проте за базу мав основу Skoda та адаптовані під неї двигун, а також пропорції корпусу, що створювало зовсім іншу модель. 1974 року ця

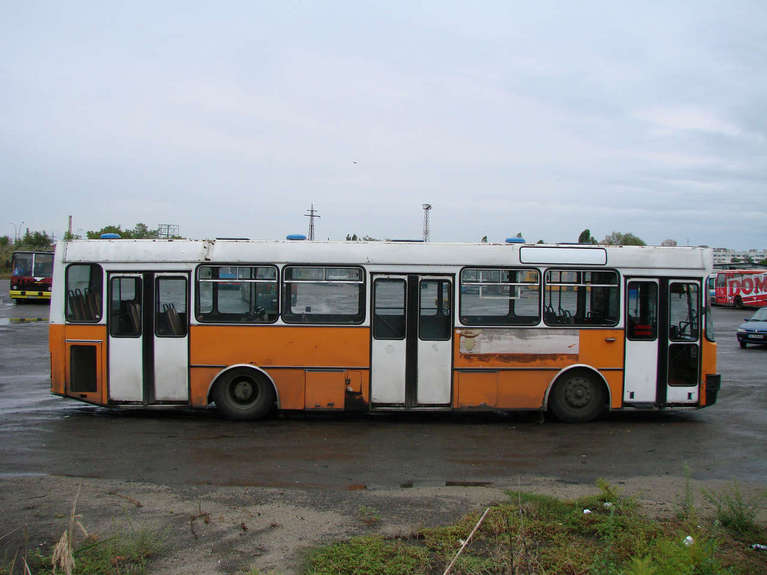
Автобус «Чавдар»-120

модель автобусу «Чавдар» надходить у масове виробництво, а вже 1977 року згідно з контрактом запускають нову машину типу 11М4 на базі чеських двигунів LIAZ та угорських RABA-MAN з повністю німецьким зовнішнім дизайном.
Саме ця модель того ж року отримала третє місце на спеціалізованій виставці у тоді ще югославському Дубровнику та золото на аналогічних фестивалях Пловдива та Брно у 1978 році.
Наприкінці цього десятиліття кількість техніки, що виробляється досягає позначки у 2800 одиниць та з внутрішнього ринку переходить вже за межі Болгарії. ЇЇ експортують в сусідню Грецію, а також до Афганістану, СРСР, Північної Кореї та Нікарагуа.
Окрім автобусів, «Чавдар» наприкінці 70-х років почав також випускати позашляховики, найвідомішою з яких є модель 5С, для якої вперше використали шини типу 4х4. Дизайн для цього автомобіля розробив Петко Мішев з Центру промислової естетики, а технічну частину — інженери Карило Хаджієв та Любомир Тошев.
Серед найбільш популярних автобусів, що експортувалися, був «Чавдар» В14 -20, розроблений 1981 року, і яких тільки муніципалітет Афін для міських перевезень замовив 200 одиниць.
1984 року ліцензію на виробництво отримує австрійська фірма «Steyr-Daimler-Puch», завдяки чому з'являються такі

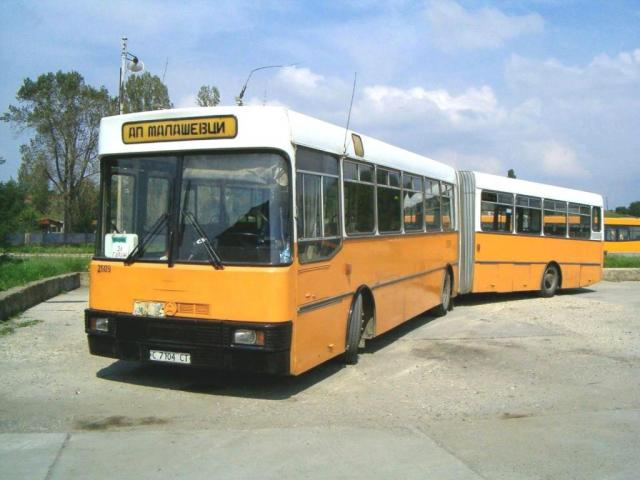
Автобус моделі «Чавдар»-141

моделі як: звичайний міський автобус «Чавдар» -130 та здвоєний «Чавдар» -140, міжміський автобус «Чавдар» 330, а згодом серії 410, 420, 430 та 530.Того ж року, разом з угорським заводом «Ікарус» випущено автобус розрахований на 30 місць.
1993 року з'являється міський здвоєний автобус «Чавдар» -141– спільна робота німецької компанії «MAN» та болгарського виробника.

## Завод «Чавдар» в некомуністичній Болгарії
На початку 1999 року фінансове становище компанії стає дуже скрутним і з'являється інформація про те, що одна з американських фірм має намір викупити завод. На жаль, ці новини не вдалося ні підтвердити, ні спростувати, оскільки 17 березня того ж року постановою № 108 міністра фінансів Муравея Радева завод «Чавдар» було ліквідовано.
Експерти однією з причин банкрутства вважають величезні борги підприємства, які наприкінці 1998 року складали 20,8 мільярда болгарських левів через непрозорі оборудки.

## Використані джерела
1. За матеріалами сайту http://socbg.com/2014/03/завод-чавдар-в-ботевград-гордост.html [Архівовано 26 серпня 2018 у Wayback Machine.]